# Metka Bučar
Metka Bučar, rojena Margaritha Maria Victoria Hahm, slovenska igralka, * 24. avgust 1903, Divača, † 1988, Ljubljana.
Margarithin oče Ferdinand je bil železničar, mati Matilda, rojena Kržišnik, pa ni bila zaposlena. V zgodnjem otroštvu se je družina zaradi očetove službe preselila na Jesenice, kjer je Margaritha obiskovala osnovno šolo in nižjo gimnazijo. 
Ko je Greti, kot so jo klicali domači, dopolnila štirinajst let, se je zaposlila pri železnici. Po prvi svetovni vojni se je preimenovala in si nadela ime Metka. 
Že takrat se je aktivno vključevala v kulturno življenje na Jesenicah, tam pa je spoznala farmacevta iz Novega mesta, Danila Bučarja. Bučar je namreč ravno v tistem času za krajši čas prevzel vodenje sokolskega orkestra in pevskega zbora, v katerem je pela tudi Metka. 
Z 19 leti se je Metka preselila v Ljubljano in se zaposlila pri Poštni hranilnici. Ko se je ustanovilo Šentjakobsko gledališče, se je že v drugi gledališki sezoni, 1921/22 vključila v igralski ansambel in odigrala 111 vlog v 643 ponovitvah. Leta 1925 se je Metka poročila z Danilom Bučarjem, ki je prav tako prišel v Ljubljano. Leta 1927 se jima je rodila hčerka Neda, Metka pa se po njenem rojstvu ni več zaposlila in je namesto tega pomagala Šentjakobskemu gledališču, kjer je opravljala različna administrativna dela.
Med drugo svetovno vojno so gledališče zaprli, pet članov gledališča pa so ustrelili kot talce. Nekateri člani so odšli v partizane, kjer so trije padli v boju. Vojna je zakonca Bučar psihično in fizično izčrpala, saj je bila tudi njuna hčerka Neda večkrat aretirana in zaprta. Po vojni se je Metka Bučar zaposlila pri Gozdnem gospodarstvu.
Med letoma 1947 in 1949 je bila članica Drame SNG, do leta 1958 pa je igrala v MGL. Nastopala je tudi v več prvih slovenskih filmih. V filmih in na televiziji je nastopala do leta 1973. Po moževi smrti se je zaprla vase in ohranjala stike le še s svojo družino in redkimi prijateljicami.

## Vloge v celovečernih filmih
- Na svoji zemlji, 1948
- Svet na Kajžarju, 1952
- Jara gospoda, 1953
- Vesna, 1953
- Trenutki odločitve, 1955
- Ne čakaj na maj, 1957
- Dobri stari pianino, 1959
- Tri četrtine sonca, 1959
- Družinski dnevnik, 1961
- Tistega lepega dne, 1962
- Naš avto, 1962
- Ne joči, Peter, 1964
- Lucija, 1965
- Nevidni bataljon, 1967
- Begunec, 1973
- Let mrtve ptice, 1973